# سوتولون
سوتولون (بالإنجليزية: Sotolon )‏ (يكتب بالإنجليزية: Sotolon أو sotolone)، هو عبارة عن لاكتون ويعتبر أيضاً مركب ذو رائحة ونكهة قوية للغاية، حيث يأخذ الرائحة النمطية للحلبة أو الكاري عند التواجد بتركيزات عالية، ورائحة شراب القيقب «الإسفندان»، الكراميل، أو السكر المحروق عند التواجد بتركيزات منخفضة. ويعتبر السوتولون هو المكون الرئيسي للرائحة والنكهة في بذور الحلبة والكاشم «الأنجذان الرومي»،  كما أنه يعتبر واحداً من المكونات العطرية والمكسبة للطعم لشراب القيقب الاصطناعي. ويتواجد هذا المركب أيضاً في المولاس، شراب الرم المعتق وشراب الساكي المعتق والنبيذ الأبيض، نبيذ شيري، التبغ المحمص،  وأيضاً في الأجسام الثمرية الجافة لعيش الغراب Lactarius helvus. ويمر السوتولون عبر الجسم نسبياً دون تغيير، وإستهلاك أو تناول الأغذية الغنية بالسوتولون، مثل الحلبة، قد يضفي رائحة شراب القيقب للعرق والبول. وعند الأشخاص الذين يعانون من اضطراب مرض بول شراب القيقب، فإن هذا المركب ينتج تلقائياً في أجسامهم ويفرز مع البول، مما يؤدي إلى إضفاء رائحة مميزة لهذا المرض.
ويعتقد أن هذا الجزيء هو المسئول عن رائحة شراب القيقب الغامضة التي قد فاحت في بعض الأحيان في مانهاتن عام 2005 م.